# 1980년 하계 올림픽 유도
1980년 하계 올림픽의 유도는 1980년 7월 29일부터 8월 4일까지 소련 모스크바 중앙 레닌 경기장에서 진행되었으며, 서방권 국가들은 불참하였다.

## 경기장
모스크바에 있는 중앙 레닌 경기장에서 경기가 열렸다.
| 도시              | 경기장                                   | 비고    |
| ----------------- | ---------------------------------------- | ------- |
| 모스크바 (Moscow) | 중앙 레닌 경기장 (Central Lenin Stadium) | 전 경기 |

## 세부 종목
남자 8종목이 진행되었으며, 세부 종목은 아래와 같다.
| - 남자 종목 - 60kg급 - 65kg급 - 71kg급 - 80kg급 - 90kg급 - 95kg급 - 95kg이상급 - 무제한급 |

## 메달리스트

### 남자
| 종목                   | 금                             | 은                               | 동                                 |
| ---------------------- | ------------------------------ | -------------------------------- | ---------------------------------- |
| 남자 60kg급 자세히     | 티에리 레 · 프랑스             | 호세 로드리게스 · 쿠바           | 에밀 아린지 · 소련                 |
| 남자 60kg급 자세히     | 티에리 레 · 프랑스             | 호세 로드리게스 · 쿠바           | 티보르 키제르 · 헝가리             |
| 남자 65kg급 자세히     | 니콜라이 솔로투킨 · 소련       | 첸딘 다무징 · 몽골               | 아리안 네노코후 · 불가리아         |
| 남자 65kg급 자세히     | 니콜라이 솔로투킨 · 소련       | 첸딘 다무징 · 몽골               | 야누 폴로스키 · 폴란드             |
| 남자 71kg급 자세히     | 에치오 감바 · 이탈리아         | 닐 애덤스 · 영국                 | 리후단 다바다바이 · 몽골           |
| 남자 71kg급 자세히     | 에치오 감바 · 이탈리아         | 닐 애덤스 · 영국                 | 칼 하인츠레만 · 동독               |
| 남자 78kg급 자세히     | 쇼타 헤라레이 · 소련           | 후안 페레 · 쿠바                 | 하랄드 하인케 · 동독               |
| 남자 78kg급 자세히     | 쇼타 헤라레이 · 소련           | 후안 페레 · 쿠바                 | 버나드 줄리앙 · 프랑스             |
| 남자 86kg급 자세히     | 위르크 뢰틀리스베르거 · 스위스 | 이삭 이르쿠이 · 쿠바             | 네오 레텔 · 동독                   |
| 남자 86kg급 자세히     | 위르크 뢰틀리스베르거 · 스위스 | 이삭 이르쿠이 · 쿠바             | 알렉산드르 야지케비지 · 소련       |
| 남자 95kg급 자세히     | 로베르트 판 데 발레 · 벨기에   | 텡기즈 후불루리 · 소련           | 디트 마르 로렌츠 · 동독            |
| 남자 95kg급 자세히     | 로베르트 판 데 발레 · 벨기에   | 텡기즈 후불루리 · 소련           | 헹크 누만 · 네덜란드               |
| 남자 95kg이상급 자세히 | 안젤로 파리시 · 프랑스         | 디미타르 자프디아노프 · 불가리아 | 라도미르 코바세비치 · 유고슬라비아 |
| 남자 95kg이상급 자세히 | 안젤로 파리시 · 프랑스         | 디미타르 자프디아노프 · 불가리아 | 블라디미르 코츠만 · 체코슬로바키아 |
| 남자 무제한급 자세히   | 디트 마르 로렌츠 · 동독        | 안젤로 파리시 · 프랑스           | 아서 맵 · 영국                     |
| 남자 무제한급 자세히   | 디트 마르 로렌츠 · 동독        | 안젤로 파리시 · 프랑스           | 안드라스 오스바르 · 헝가리         |

## 메달 집계

### 최종 순위
| 순위 | 국가                 | 금메달 | 은메달 | 동메달 | 합계 |
| ---- | -------------------- | ------ | ------ | ------ | ---- |
| 1    | 소련 (URS)           | 2      | 1      | 2      | 5    |
| 2    | 프랑스 (FRA)         | 2      | 1      | 1      | 4    |
| 3    | 동독 (GDR)           | 1      | 0      | 4      | 5    |
| 4    | 벨기에 (BEL)         | 1      | 0      | 0      | 1    |
| 4    | 이탈리아 (ITA)       | 1      | 0      | 0      | 1    |
| 4    | 스위스 (SUI)         | 1      | 0      | 0      | 1    |
| 5    | 쿠바 (CUB)           | 0      | 3      | 0      | 3    |
| 6    | 불가리아 (BUL)       | 0      | 1      | 1      | 2    |
| 6    | 영국 (GBR)           | 0      | 1      | 1      | 2    |
| 6    | 몽골 (MGL)           | 0      | 1      | 1      | 2    |
| 7    | 헝가리 (HUN)         | 0      | 0      | 2      | 2    |
| 8    | 체코슬로바키아 (TCH) | 0      | 0      | 1      | 1    |
| 8    | 네덜란드 (NED)       | 0      | 0      | 1      | 1    |
| 8    | 폴란드 (POL)         | 0      | 0      | 1      | 1    |
| 8    | 유고슬라비아 (YUG)   | 0      | 0      | 1      | 1    |
| 합계 | 합계                 | 8      | 8      | 8      | 16   |